# Minkowski-Funktional
Im mathematischen Teilgebiet der Funktionalanalysis ist das Minkowski-Funktional (nach Hermann Minkowski), oft auch Eichfunktional genannt, eine Verallgemeinerung des Normbegriffes.

## Definition
Es sei {\displaystyle X} ein topologischer Vektorraum. Ist nun {\displaystyle 0\in U\subseteq X} eine absorbierende Teilmenge, so heißt die Funktion
{\displaystyle p_{U}\colon X\to \mathbb {R} _{0}^{+},\quad x\mapsto \inf\{\lambda \mid \lambda \geq 0,x\in \lambda U\}}
das Minkowski-Funktional oder Eichfunktional zu {\displaystyle U}.

## Eigenschaften
- Ist die absorbierende Menge {\displaystyle U} balanciert und konvex, so ist {\displaystyle p_{U}} eine Halbnorm oder auch Seminorm. Umgekehrt hat für jede Seminorm {\displaystyle p} die Menge {\displaystyle \{x\in X\mid p(x)<1\}} die genannten Eigenschaften. Daraus folgt, dass die lokalkonvexen Räume genau die Räume sind, deren Topologie durch eine Familie von Seminormen definiert werden kann. Ein lokalkonvexer Raum ist genau dann hausdorffsch, wenn diese Familie von Seminormen separierend ist.

- Ist {\displaystyle U} eine konvexe, balancierte, beschränkte Umgebung der Null, so ist das Minkowski-Funktional eine Norm auf {\displaystyle X}, die die vorgegebene Topologie induziert. Insbesondere ist nach dem Normierbarkeitskriterium von Kolmogoroff ein hausdorffscher topologischer Vektorraum genau dann normierbar, wenn es eine beschränkte konvexe Umgebung der Null gibt.

## Beispiel
In einem euklidischen Raum (etwa dem dreidimensionalen Raum der alltäglichen Anschauung) betrachte man als Teilmenge {\displaystyle U} die Einheitskugel. Dann ist das Minkowski-Funktional identisch mit der üblichen euklidischen Norm, denn mit {\displaystyle \lambda =\|x\|_{2}} liegt {\displaystyle x} gerade auf dem Rand der Menge {\displaystyle \lambda U}, also der Kugel mit Radius {\displaystyle \lambda } und Mittelpunkt 0.